# Данилов, Дмитрий Иванович (полный кавалер ордена Славы)
Дмитрий Иванович Данилов (13 декабря 1922, Попово, Челябинская губерния — 23 октября 2001, Курган) — участник Великой Отечественной войны, полный кавалер ордена Славы. После войны работал заведующим клубом, затем егерем, начальником охотничьего хозяйства.

## Биография
Дмитрий Иванович Данилов родился 13 декабря 1922 года в крестьянской семье в селе Попово Поповского сельсовета Моревской волости Курганского уезда Челябинской губернии РСФСР, ныне село входит в Варгашинский муниципальный округ Курганской области. Русский.
Окончил 7 классов. Работал учётчиком в колхозе «Строитель».
Член ВЛКСМ с 1942 года
В феврале 1942 года был призван в Рабоче-крестьянскую Красную Армию Варгашинским райвоенкоматом. В октябре того же года на Волховском фронте получил боевое крещение. Воевал на Ленинградском, Карельском, 2-м Белорусском фронтах. Стал наводчиком орудия. Участвовал в прорыве блокады Ленинграда, освобождал Новгород, Псков, сражался в Карелии, Прибалтике, Польше.
Наводчик орудия 860-го артиллерийского полка (310-я стрелковая дивизия, 54-я армия, Ленинградский фронт) младший сержант Данилов 10 марта 1944 года в бою у деревни Иваньково Ленинградской области при отражении многократных контратак противника подавил 4 вражеские огневые точки и уничтожил свыше 10 гитлеровцев.
31 марта 1944 года награждён орденом Славы 3 степени.
Действуя в составе тех же полка и дивизии (7-я армия, Карельский фронт) сержант Данилов 3 июля 1944 года в ходе Свирско-Петрозаводской операции заградительным огнём из орудия предотвратил взрыв моста через рекуНалма противником, истребив до 10 пехотинцев. 4 июля 1944 года у деревни Ножойла (юго-восточнее г. Салми, Карелия) уничтожил расчет ПТР, обеспечил продвижение своей пехоте.
28 августа 1944 года награждён орденом Славы 2 степени.
С 1944 года член ВКП(б), в 1952 году партия переименована в КПСС.
Действуя в составе того же полка и дивизия (19-я армия, 2-й Белорусский фронт), Данилов 27 марта 1945 года в бою за польский город Гдыня прямой наводкой разбил пулемет, миномет и поразил более 10 гитлеровцев.
29 июля 1945 года награждён орденом Славы 1 степени.
В декабре 1946 года был демобилизован. Вернулся на родину. Работал сначала заведующим клубом, перешёл на работу егерем, был начальником охотничьего хозяйства. Последние годы жил в городе Кургане. Старшина в отставке.
Дмитрий Иванович Данилов скончался 23 октября 2001 года. Похоронен в селе Попово Варгашинского муниципального округа Курганской области.

## Награды
- Орден Отечественной войны I степени, 6 апреля 1985 года[6]
- Орден Славы I степени № 262, 29 июня 1945 года[7][8][9]
- Орден Славы II степени № 2577, 28 августа 1944 года[10]
- Орден Славы III степени № 78283, 31 марта 1944 года[11]
- Медали в том числе:
  - Медаль «За победу над Германией в Великой Отечественной войне 1941—1945 гг.»
  - Медаль «В память 250-летия Ленинграда»
- Информационная доска на доме, где живёт; г. Курган, 1-й микрорайон, 1; установлена при жизни ветерана[12], обновлена после его смерти — 55°28′11″ с. ш. 65°15′02″ в. д.HGЯO

## Память
- В селе Попово Варгашинского муниципального округа Курганской области установлена мемориальная доска на здании школы — 55°24′56″ с. ш. 66°03′55″ в. д.HGЯO